# Kenneth Gangnes
Kenneth Gangnes (* 15. Mai 1989 in Gjøvik, Norwegen) ist ein ehemaliger norwegischer Skispringer.

## Werdegang
Kenneth Gangnes sprang ab 2005 im Nationalteam der Norweger. Durch seine Top-10-Platzierungen im Norwegischen Cup war er dem Team aufgefallen, so dass sie ihn erstmals im März 2006 für ein Continental-Cup-Springen in Bischofshofen nominierten. Nachdem er dort jedoch nicht erfolgreich gewesen und nur auf einen der letzten Plätze gekommen war, sprang er drei weitere Jahre nur im FIS-Cup und bei nationalen Springen. Sein bestes Ergebnis erzielte er in der Saison 2007/08, als er im COC-Springen in Vikersund den siebten Platz erreichte. In der Gesamtwertung des Continental Cups erreichte er nach weiteren Top-20-Platzierungen am Ende den 45. Platz. Bei den Junioren-Weltmeisterschaften 2008 in Zakopane konnte er mit einem fünften Platz im Einzelspringen und einem vierten Platz mit dem Team überzeugen, so dass er am 7. März 2008 erstmals im A-Kader für den Weltcup in Lillehammer, Norwegen nominiert war. In seinem ersten Springen erreichte er den 37. Platz. Zwei Tage später in Oslo konnte er jedoch mit Platz 48 nicht mehr an diese Leistung anknüpfen und wurde deshalb bereits am 10. September wieder in die Continental-Cup-Mannschaft zurückversetzt, wo er auch weiterhin startete. Beim Sommer-Grand-Prix 2008 erreichte er mit 29 erreichten Punkten den 56. Platz in der Gesamtwertung. Nachdem er bei der Norwegischen Meisterschaft 2008 in Høydalsmo auf der Normalschanze Junioren-Meister wurde und auf der Großschanze den sechsten Platz errang, wurde er am 29. November 2008 erneut für einen Weltcup nominiert. Im Einzelspringen in Kuusamo, Finnland erreichte er den 40. Platz und mit dem Team den fünften Platz. Er startete deshalb auch in der Saison 2008/09 wieder im Continental Cup. Beim Weltcup-Springen in Lillehammer am 5. Dezember konnte er mit Platz 30 seinen ersten Weltcuppunkt erspringen.
Im Sommer 2010 zog sich Gangnes eine Kreuzbandverletzung zu und musste für einige Monate pausieren. Mitte Oktober konnte er wieder mit dem Sprungtraining beginnen. Am 27. Dezember 2011 konnte er im schweizerischen Engelberg sein erstes Continental-Cup-Springen gewinnen. Sein bis dahin bestes Resultat bei einem Weltcup-Springen im Einzel erzielte er beim Abschlussspringen der Vierschanzentournee 2011/12 in Bischofshofen am 6. Januar 2012, als er Platz elf belegte. Bei den norwegischen Meisterschaften 2012 in Voss konnte er nach dem dritten Platz von der Normalschanze mit der Mannschaft Opplands den ersten Platz im Mannschaftswettbewerb und damit seinen Titel bei norwegischen Titelkämpfen erringen.
Am 28. September 2013 zog sich Gangnes bei einem Sturz in Hinzenbach einen erneuten Kreuzbandriss zu, weshalb er eine mehrmonatige Zwangspause einlegen musste. In der Saison 2014/15 nahm er am Continental Cup teil, wo er in Titisee-Neustadt siegte. 2015 erreichte er in der Gesamtwertung des Sommer-Grand-Prix den zweiten Platz.
Am 6. Dezember 2015 feierte Gangnes auf der Normalschanze in Lillehammer seinen ersten Einzel-Weltcupsieg. Am 23. Januar 2016 folgte der erste Weltcupsieg mit dem norwegischen Team in Zakopane.
Am 8. Juni 2016 stürzte Gangnes beim Sprungtraining in Stams, wo er sich erneut das Kreuzband riss. Er wurde noch am gleichen Tag in Innsbruck operiert, wo ebenfalls eine Verletzung des Meniskus festgestellt wurde. Daraufhin fiel er verletzungsbedingt die gesamte Saison 2016/17 aus. Sein Comeback nach dieser Verletzung gab er am 14. Juli 2017 beim Grand Prix in Wisła. Während des Grand Prix erreichte er einen Podestplatz als Zweiter in Hakuba und beendete die Gesamtwertung auf dem sechsten Rang. Am 9. November 2017 erlitt er in Oslo den vierten Kreuzbandriss seiner Karriere und fiel auch für die Saison 2017/18 aus. Im Verlauf der Saison 2018/19 verkündete er während seiner Verletzungspause am 26. Dezember 2018 sein Karriereende.

## Erfolge

### Weltcupsiege im Einzel
| Nr. | Datum            | Ort         | Typ           |
| --- | ---------------- | ----------- | ------------- |
| 1.  | 6. Dezember 2015 | Lillehammer | Normalschanze |

### Weltcupsiege im Team
| Nr. | Datum            | Ort      | Typ         |
| --- | ---------------- | -------- | ----------- |
| 1.  | 23. Januar 2016  | Zakopane | Großschanze |
| 2.  | 22. Februar 2016 | Kuopio   | Großschanze |
| 3.  | 19. März 2016    | Planica  | Flugschanze |

### Grand-Prix-Siege im Einzel
| Nr. | Datum             | Ort          | Typ         |
| --- | ----------------- | ------------ | ----------- |
| 1.  | 5. September 2015 | Tschaikowski | Großschanze |
| 2.  | 6. September 2015 | Tschaikowski | Großschanze |

### Grand-Prix-Siege im Team
| Nr. | Datum          | Ort          | Typ           |
| --- | -------------- | ------------ | ------------- |
| 1.  | 8. August 2009 | Hinterzarten | Normalschanze |

### Continental-Cup-Siege im Einzel
| Nr. | Datum             | Ort              | Typ         |
| --- | ----------------- | ---------------- | ----------- |
| 1.  | 27. Dezember 2011 | Engelberg        | Großschanze |
| 2.  | 28. Dezember 2011 | Engelberg        | Großschanze |
| 3.  | 28. Februar 2015  | Titisee-Neustadt | Großschanze |

## Statistik

### Weltcup-Platzierungen
| Saison  | Platz | Punkte |
| ------- | ----- | ------ |
| 2009/10 | 90.   | 0001   |
| 2010/11 | 78.   | 0002   |
| 2011/12 | 43.   | 0068   |
| 2014/15 | 41.   | 0113   |
| 2015/16 | 03.   | 1348   |

### Grand-Prix-Platzierungen
| Saison | Platz | Punkte |
| ------ | ----- | ------ |
| 2008   | 56.   | 029    |
| 2009   | 21.   | 081    |
| 2011   | 80.   | 005    |
| 2015   | 02.   | 402    |
| 2017   | 06.   | 217    |